# Rue des Deux-Ponts
Rue des Deux-Ponts je ulice na ostrově sv. Ludvíka v Paříži. Název ulice („dvou mostů“) je odvozen tím, že na svých koncích spojuje mosty Marie (pravý břeh) a Tournelle (levý břeh).

## Poloha
Ulice protíná ostrov od jihu na sever a spojuje tak Quai d'Orléans a Quai de Bourbon.

## Historie
Celá strana ulice se sudými čísly domů byla postupně zbořena mezi lety 1912–1930, přičemž demolice postupovala od jihu. Důvodem bylo rozšíření ulice, aby se vyrovnala s mostem Marie a plánovaným mostem Tournelle. Úřady zavrhly alternativní projekt, který počítal s uvolněním přízemí a umístěním chodníku pod arkády, což umožňovalo rozšíření vozovky (toto řešení bylo použito pro zachování domů č. 9 a 11 v Rue de Fourcy na druhé straně mostu Marie). Lichá strana ulice, tvořená domy ze 17. a 18. století měla mít stejný osud, ale tento plán byl opuštěn počátkem 70. let 20. století.